# Wilhelm Jordan (scrittore)
Carl Friedrich Wilhelm Jordan (Insterburg, 8 febbraio 1819 – Francoforte sul Meno, 25 giugno 1904) è stato uno scrittore tedesco.

## Biografia
Esordì nel 1841 con la poesia Glocke und Kanone, seguita l'anno dopo da Irdische Phantasien. La sua più grande opera resta però Demiurgos (1854), che può essere considerata una biografia di Max Stirner.
Nel 1848 venne eletto al Parlamento di Francoforte, delineandosi come etnocentrista ed oppositore di Robert Blum. Successivamente fu consigliere al ministero della Marina.
Dal 1867 al 1874 fu impegnato nella rielaborazione dei Nibelungen; successivamente si dedicò alla scrittura di commedie e romanzi.